# Dzmitryj Meljach
Dzmitryj Mikalaevič Meljach (in bielorusso Дзмітрый Мікалаевіч Мелях?; Minsk, 2 luglio 1979) è un pentatleta bielorusso.

## Palmarès
In carriera ha conseguito i seguenti risultati:
- Mondiali:

Pesaro 2003: bronzo nel pentathlon moderno staffetta a squadre.
Città del Guatemala 2006: argento nel pentathlon moderno staffetta a squadre.
Budapest 2008: oro nel pentathlon moderno staffetta a squadre e bronzo a squadre.
- Europei

Sofia 2001: argento nel pentathlon moderno a squadre.
Usti nad Labem 2002: argento nel pentathlon moderno staffetta a squadre.
Usti nad Labem 2003: argento nel pentathlon moderno staffetta a squadre e bronzo individuale.
Albena 2004: oro nel pentathlon moderno a squadre.
Montepulciano 2005: bronzo nel pentathlon moderno a squadre.
Budapest 2006: argento nel pentathlon moderno a squadre.
Riga 2007: bronzo nel pentathlon moderno a squadre e staffetta a squadre.
Lipsia 2009: bronzo nel pentathlon moderno a squadre.